# 湯の花温泉 (和歌山県)
湯の花温泉（ゆのはなおんせん）は、和歌山県東牟婁郡古座川町にあった温泉。

## 泉質
- アルカリ性単純泉、単純硫黄泉

## 温泉街
七川ダムに面した一軒宿「古座川荘」が存在した。他に温泉を利用した施設は存在しない。旅館では日帰り入浴の受付を行っていないので、日帰りで温泉に浸かることはできない。その古座川荘も2014年8月12日で旅館営業をやめたため、今日では温泉を利用できる施設は存在しない。なお、古座川荘はボートの貸し出しのみ行っている。

## アクセス
- バス：JRきのくに線古座駅より古座川町ふるさとバスに乗り約60分、途中の三尾川バス停で乗り換えを行い、湯の花温泉バス停下車。